# Adrian Legg
Adrian Legg est un guitariste britannique, né le 16 mai 1948 à Hackney, à l'est de Londres.

## Biographie
Il a étudié la flûte durant son enfance mais c'est pendant son adolescence qu'il découvrit son intérêt pour la guitare. Adrian Legg ne joue de la guitare qu'aux doigts, mélangeant un modèle alterné : basse aux harmoniques, banjo et bend à une ou deux cordes. Il joue souvent des morceaux entièrement dans des arpèges semblables à un modèle classique. Son style tend plutôt vers du fingerpicking, Il fait l'utilisation étendue des "tunings" et du "capos". Il est grand adepte de guitare Kleine.

## Discographie
CD solo
- All Round Gigster (UK) (1976)
- Technopicker (UK) (1983)
- Fretmelt (UK)(1985)
- Lost For Words (UK)(1986)
- Guitars & Other Cathedrals (1990)
- Guitar for Mortals (1992)
- Wine, Women & Waltz (1993)
- Mrs. Crowe's Blue Waltz (1993)
- High Strung Tall Tales (1994)
- Waiting for a Dancer (1997)
- Fingers & Thumbs (1999)
- Guitar Bones (2003)
- Inheritance (2004)

Compilations
- Relativity: Here and Now… Musical Masters (1991)
- The Ultimate Guitar Survival Guide (1993)
- Moon (1997)